# NGC 3773
NGC 3773 (другие обозначения — UGC 6605, IRAS11356+1223, MCG 2-30-5, ZWG 68.14, MK 743, KUG 1135+123, PGC 36043) — линзообразная галактика (S0) в созвездии Лев.
Этот объект входит в число перечисленных в оригинальной редакции «Нового общего каталога».
Распределение нейтрального водорода в галактике сконцентрировано в её центре.